# Santiago Santamaría
José Santiago Santamaría (* 22. August 1952 in San Nicolás de los Arroyos; † 27. Juli 2013 in Córdoba) war ein argentinischer Fußballspieler. Mit der Nationalmannschaft seines Heimatlandes nahm er an der Fußball-Weltmeisterschaft 1982 teil.

## Karriere

### Verein
Santiago Santamaría begann seine fußballerische Laufbahn im Jahre 1971 bei den Newell’s Old Boys in Rosario. 1974 gewann er mit den Newell’s Old Boys seine erste argentinische Fußballmeisterschaft, als im Metropolitano-Wettbewerb der erste Platz mit zwei Punkten Vorsprung auf den Lokalrivalen CA Rosario Central belegt wurde. Im gleichen Jahr verließ Santamaría Rosario und auch Argentinien und wechselte zum französischen Erstligisten Stade Reims, mit sechs Meistertiteln in Frankreich noch immer einer der erfolgreichsten Vereine des Landes. Allerdings lagen diese Triumphe von Stade Reims schon ein Jahrzehnt zurück, seine erfolgreichste Zeit hatte der Verein in den Fünfzigerjahren, als auch zweimal das Endspiel um den Europapokal der Landesmeister erreicht wurde, wo man sich jedoch jeweils Real Madrid geschlagen geben musste. Santamaría spielte von 1974 bis 1979 für Stade Reims und erreichte mit Reims die beste Platzierung durch einen fünften Platz in der Saison 1975/76. Mit den Rot-Weißen erreichte er 1977 das Landespokalfinale, in dem sein Führungstreffer aber nicht zum Gewinn der Trophäe reichte. Nachdem Stades Platzierungen in der Endtabelle von Jahr zu Jahr schlechter wurden, stieg Santiago Santamaría mit Stade Reims 1978/79 aus der Division 1 als Tabellenletzter mit nur 17 Punkten nach 38 Spieltagen ab. Seitdem ist Reims auch nicht wieder erstklassig geworden. Nach dem Abstieg kehrte Santamaría nach Argentinien zu seinem alten Verein, den Newell’s Old Boys, zurück. Er spielte noch bis 1985 bei dem Verein, konnte aber keinen nationalen Titelgewinn feiern. 

### Nationalmannschaft
Santiago Santamaría brachte es zwischen 1980 und 1982 auf zehn Einsätze in der argentinischen Fußballnationalmannschaft. Der Abwehrspieler wurde von Nationaltrainer César Luis Menotti ins Aufgebot für die Fußball-Weltmeisterschaft 1982 in Spanien berufen. Menotti setzte ihn allerdings nur zweimal als Einwechselspieler ein. Im letzten Vorrundenspiel gegen El Salvador (2:0) wurde er in der 78. Minute für Gabriel Calderón eingewechselt, im Spiel der Zwischenrunde gegen Brasilien (1:3) in der 65. Minute für Daniel Bertoni. Seine Mannschaft indes, die als Titelverteidiger in die Weltmeisterschaft gegangen war, scheiterte in der Zwischenrunde und konnte den Titel damit nicht verteidigen.